# Robert Florey
Robert Florey (Parigi, 14 settembre 1900 – Santa Monica, 16 maggio 1979) è stato uno sceneggiatore, regista e attore francese, che si trasferì a vivere e lavorare a Hollywood nel 1921.
Nel 1950, Florey è stato nominato cavaliere della legion d'onore.
Florey lavorò come aiuto regista di Josef von Sternberg e altri, prima di debuttare nel 1926.

## Biografia
Nel corso della sua carriera diresse più di cinquanta pellicole, a partire dal primo film dei fratelli Marx, Noci di cocco (1929), passando per i melodrammi con Bette Davis, ai film horror come Il dottor Miracolo (1932) con Bela Lugosi, ai film di spionaggio, ai noir e al primo film della storia sulla guerra in Indocina, Rogues' Regiment (1948). Il film La figlia di Shanghai (1937) è stato inserito nel National Film Registry nel 2006.
Negli anni cinquanta fu principalmente regista di importanti serie televisive come Carovane verso il west, Gli intoccabili, Alfred Hitchcock presenta e Ai confini della realtà.
Fu anche autore di numerosi libri fra cui Pola Negri (1927), Charlie Chaplin (1927), Hollywood d'hier et d'aujord'hui (1948), La Lanterne magique (1966) e Hollywood annee zero (1972).

## Filmografia

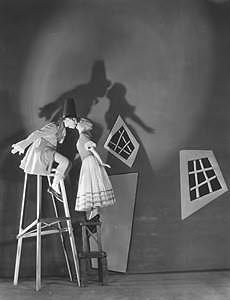
The Love of Zero, 35mm, film di Robert Florey, 1928

### Regista

#### 1927
- One Hour of Love (1927)
- The Romantic Age (1927)
- Face Value (1927)
- Johann the Coffinmaker (1927)

#### 1928
- The Love of Zero (1928)
- The Life and Death of 9413, a Hollywood Extra, co-regia di Slavko Vorkapich (1928)
- Hello New York! (1928)

#### 1929
- Pusher-in-the-Face (1929)
- The Hole in the Wall (1929)
- Noci di cocco (The Cocoanuts), co-regia di Joseph Santley (1929)
- Night Club - cortometraggio (1929)
- Battle of Paris (1929)
- Skyscraper Symphony (1929)

#### 1930
- La Route est belle (1930)
- El amor solfeando, co-regia di Armand Guerra e, non accreditato, Florián Rey (1930)
- L'Amour chante  (1930)

#### 1931
- Le Blanc et le Noir, co-regia di Marc Allégret (1931)

#### 1932
- Il dottor Miracolo (Murders in the Rue Morgue) (1932)
- The Man Called Back (1932)
- Those We Love (1932)
- 50-50 (1932)

#### 1933
- Girl Missing (1933)
- Ex-Lady  (1933)
- La casa della 56ª strada (The House on 56th Street) (1933)

#### 1934
- Bedside (1934)
- Registered Nurse (1934)
- Smarty (1934)
- I Sell Anything (1934)
- I Am a Thief (1934)

#### 1935
- The Woman in Red (1935)
- The Florentine Dagger (1935)
- Canzoni appassionate (Go Into Your Dance), regia di Archie Mayo e, non accreditati, Michael Curtiz e Robert Florey (1935)
- Going Highbrow (1935)
- Don't Bet on Blondes (1935)
- The Payoff (1935)
- Ship Cafe (1935)

#### 1936
- L'uomo senza volto (The Preview Murder Mystery) (1936)
- Till We Meet Again (1936)
- Hollywood Boulevard (1936)

#### 1937
- Outcast (1937)
- King of Gamblers (1937)
- Mountain Music (1937)
- This Way Please (1937)
- La figlia di Shanghai (Daughter of Shanghai) (1937)

#### 1938
- Dangerous to Know (1938)
- King of Alcatraz (1938)

#### 1939
- Disbarred (1939)
- Hotel Imperial (1939)
- The Magnificent Fraud (1939)
- Death of a Champion (1939)

#### 1940
- Parole Fixer (1940)
- Women Without Names (1940)

#### 1941
- L'uomo della maschera (The Face Behind the Mask) (1941)
- Meet Boston Blackie (1941)
- Two in a Taxi (1941)
- Dangerously They Live (1941)

#### 1942
- Lady Gangster, regia di Florian Roberts (Robert Florey) (1942)

#### 1943
- Il canto del deserto (The Desert Song) (1943)

#### 1944
- Roger Touhy, Gangster (1944)
- Man from Frisco (1944)

#### 1945
- Le tigri della Birmania (God Is My Co-Pilot) (1945)
- Delitti senza sangue (Danger Signal) (1945)
- Duello a S. Antonio (San Antonio), co-regia di David Butler (1945)

#### 1946
- Il mistero delle 5 dita (The Beast with Five Fingers) (1946)

#### 1948
- Tarzan e le sirene (Tarzan and the Mermaids) (1948)
- La legione dei condannati (Rogues' Regiment) (1948)

#### 1949
- Marocco (1949)
- Incrocio pericoloso (The Crooked Way) (1949)

#### 1950
- The Vicious Years (1950)
- Johnny One-Eye (1950)
- One Hour in Wonderland, regia di Richard Wallace
- Charlie's Haunt (1950)

#### 1951
- Operation Wonderland - cortometraggio (1951)
- L'avventuriero di New Orleans, co-regia di William Marshall (1951)
- The Walt Disney Christmas Show - film tv (1951)

#### 1959
- Ai confini della realtà (The Twilight Zone) (Serie TV 3 episodi) (1959-1964)

### Aiuto regia
- La sposa mascherata (The Masked Bride), regia di Christy Cabanne e (non accreditato) Josef von Sternberg (1925)
- La donna contesa (The Woman Disputed), regia di Henry King e Sam Taylor (1928)

### Sceneggiatore
- Johann the Coffinmaker, regia di Robert Florey - soggetto (1927)
- The Love of Zero, regia di Robert Florey - soggetto (1928)
- The Life and Death of 9413, a Hollywood Extra, co-regia di Slavko Vorkapich e Robert Florey - idea (1928)
- Skyscraper Symphony, regia di Robert Florey (1929)
- Komm' zu mir zum Rendezvous, regia di Carl Boese - sceneggiatura (1930)
- Il dottor Miracolo (Murders in the Rue Morgue), regia di Robert Florey (1932)
- A Study in Scarlet, regia di Edwin L. Marin (1933)